# 음력 3월 29일
음력 3월 29일은 음력 3월의 29번째 날이다.

## 사건
- 1995년 - 대구 상인동 가스 폭발 사고가 발생했다.

## 문화
- 1971년 - 대한민국 최초 지역 민영 방송 전일방송 개국.
- 1992년 - 안산선 산본역 개통.

## 탄생
- 1947년 - 대한민국의 성우 박태호.
- 1986년 - 대한민국의 팝페라 가수 임형주.
- 1990년 - 대한민국의 배우 김태리.
- 1991년 - 대한민국의 배우 이재응.
- 1992년 - 대한민국의 가수 하니(EXID).

## 같이 보기
- 음력 360일: 1월 2월 3월 4월 5월 6월 7월 8월 9월 10월 11월 12월
- 전날:3월 28일 다음날:3월 30일 - 전달:2월 29일 다음달:4월 29일
- 양력:3월 29일
- 음력, 윤달